# Jimmy McGill (futbolista nacido en 1946)
James Morrison McGill (Glasgow, 27 de noviembre de 1946 - 25 de marzo de 2015) fue un futbolista británico que jugaba en la demarcación de centrocampista.

## Biografía
Fichó por el Arsenal FC en julio de 1965, tras formarse con el Possil Park FC. Hizo su debut el 5 de mayo de 1966 contra el Leeds United FC, partido que coincidió con la menor asistencia de la historia al Arsenal Stadium con 4554 personas. Jugó un total de 12 partidos en liga con el club —ocho de titular y cuatro como suplente—, y finalmente, en 1967, dejó el club para fichar por el Huddersfield Town FC. Jugó en el equipo durante cuatro años, llegando a ganar la Football League Second Division en 1970. También jugó para el Hull City AFC, Halifax Town AFC —en dos ocasiones—, San Diego Jaws y para el Sunshine George Cross FC australiano, donde se retiró como futbolista en 1977.
Falleció el 25 de marzo de 2015 a los 68 años de edad.

## Clubes
| Club                     | País           | Año         | Partidos | Goles |
| ------------------------ | -------------- | ----------- | -------- | ----- |
| Arsenal FC               | Inglaterra     | 1965 - 1967 | 12       | 0     |
| Huddersfield Town FC     | Inglaterra     | 1967 - 1971 | 164      | 8     |
| Hull City AFC            | Inglaterra     | 1971 - 1975 | 147      | 2     |
| Halifax Town AFC         | Inglaterra     | 1975 - 1976 | 16       | 0     |
| San Diego Jaws           | Estados Unidos | 1976        | 20       | 0     |
| Halifax Town AFC         | Inglaterra     | 1976 - 1977 | 16       | 0     |
| Sunshine George Cross FC | Australia      | 1977        | ¿?       | ¿?    |